# Animalife
Animalife é uma associação portuguesa sem fins lucrativos, de apoio social-animal, criada em 2011, com o objetivo de sensibilizar para o problema do abandono e maus tratos a animais de companhia, atuando nas origens deste problema.
Em 2015, foi distinguida como uma Iniciativa de Elevado Potencial em Inovação e Empreendedorismo Social pelo Instituto de Empreendedorismo Social.

## História
Criada em outubro de 2011, a Animalife combate o abandono animal, providenciando apoio a famílias em situação de vulnerabilidade com animais a cargo, bem como a associações de proteção animal, grupos e protetores.
A Animalife tem sede em Lisboa e abrangência nacional, graças à participação de equipas de voluntários espalhadas pelo País. Conta com a colaboração de uma equipa voluntária de Coordenadores de Distritais. São eles os responsáveis por levar a missão junto de voluntários de todo o País, que participam para implementação do trabalho da associação nas zonas onde estão inseridos.
Tem centros de atendimento em: Lisboa, Porto, Sintra, Oeiras, Seixal, Póvoa de Varzim, Amadora e Loures. 
A forma como trabalha a vertente social-animal, procurando ajudar não só os animais, mas também as famílias por eles responsáveis, contribuindo para a sua capacitação e apoiando no acesso aos recursos existentes, torna a sua ação pioneira em Portugal.

## Programas de apoio
Ao longo dos anos, a Animalife tem investido em três linhas de ação: 
- Apoio a famílias em situação de carência económica
- Acompanhamento de pessoas em situação de sem abrigo
- Apoio a associações e grupos de proteção animal

O VET na Rua é o mais recente projeto da Animalife.
O município de Lisboa e a Animalife criaram o “Street Vet – Vet na Rua” para proteger os animais.
Este projeto, pioneiro em Portugal, foi lançado em 2020 com o objetivo de ajudar as famílias que não conseguem cumprir com as disposições legais relativas aos animais que têm a cargo.
Constituído por uma equipa multidisciplinar, a assistente social e o veterinário prestam apoio social e serviço médico-veterinário ao domicílio de famílias carenciadas, sinalizadas por Juntas de Freguesia e pela Câmara Municipal de Lisboa.
O objetivo principal do VET na Rua é prevenir o abandono de animais por situações de carência económica. Nesse sentido, pretende sinalizar famílias em situação de carência económica com animais a cargo e acompanhá-las; sensibilizar e educar a população no que diz respeito aos animais de companhia; prevenir questões de saúde pública; melhorar o bem-estar das famílias carenciadas e de pessoas em situação de sem-abrigo e dos seus animais de companhia.

## Subsidiárias

### BSA - Banco Solidário Animal
A Animalife é a entidade criadora e organizadora do BSA (Banco Solidário Animal), a maior campanha nacional de recolha de alimentos e outros bens essenciais para animais, que acontece várias vezes por ano em hipermercados e supermercados dos grupos SONAE, Auchan, Pingo Doce, Mercadona e El Corte Inglès de todo o País, incluindo ilhas.

## Campanhas
A Animalife tem promovido regularmente campanhas de sensibilização da população contra o abandono de animais, com enfoque na detenção responsável e na importância da adoção. 
O primeiro spot de televisão foi lançado por ocasião do primeiro aniversário da associação. Criado pela Fuel e produzido pela Show Off, Motivos,  faz um apelo à adoção.
Com o vídeo "Sem-abrigo" (2017), criado pela Havas Worldwide e produzido pela Playground, a Animalife pretendeu chamar a atenção para a realidade das pessoas em situação de sem abrigo, muitas delas com animais a cargo, que acabam por ser a sua grande e única companhia. 
Em abril de 2019, foi a vez do vídeo Karma,  também criado pela agência Havas Worldwide e produzido pela Major West, para chamar a atenção para a questão do abandono animal. 
No Verão de 2022, como forma de alertar para o aumento do abandono animal nesta altura do ano, a Animalife e a Havas Worldwide voltaram a juntar-se para a criação do vídeo The Walk, que contou com a produção da Casper.
2023 arrancou com uma nova campanha de sensibilização, criada pela FCB para a Animalife. Com fotografia de Daryan Dorneles, Paixões não Envelhecem procurou alertar para uma realidade particularmente triste: o abandono de animais idosos.

## Reconhecimento público
A Animalife foi uma das 134 iniciativas ES+, reconhecidas pela 1ª fase do Mapa de Inovação em Empreendedorismo Social em Portugal (Norte, Centro e Alentejo) , publicado em janeiro de 2015. Desenvolvido pelo IES – Social Business School e pelo IPAV – Instituto Padre António Vieira, o MIES – Mapa de Inovação e Empreendedorismo Social, é um projeto de investigação, que tem como objetivo mapear iniciativas de elevado potencial de empreendedorismo social no Norte, Alentejo e Centro do País utilizando como base a metodologia ES+. 
Várias campanhas de sensibilização criadas para a Animalife ao longo dos anos, caso do Karma ou da mais recente Paixões não Envelhecem, foram distinguidas com prémios em festivais de publicidade nacionais e internacionais.